# Jason Bittner
Jason Bittner (Niskayuna, 11 de janeiro de 1970) é um músico americano mais conhecido como baterista da banda estadunidense de heavy metal Shadows Fall. Ele é também o atual baterista do Overkill desde de 2017, e foi o baterista do Toxik de 2013 a 2014 e Flotsam and Jetsam de 2014 a 2017.